# Opale
Opale (Duits: Opale) is een plaats in Slovenië en maakt deel uit van de gemeente Žiri in de NUTS-3-regio Gorenjska. De plaats telde 44 inwoners op 1 januari 2020.

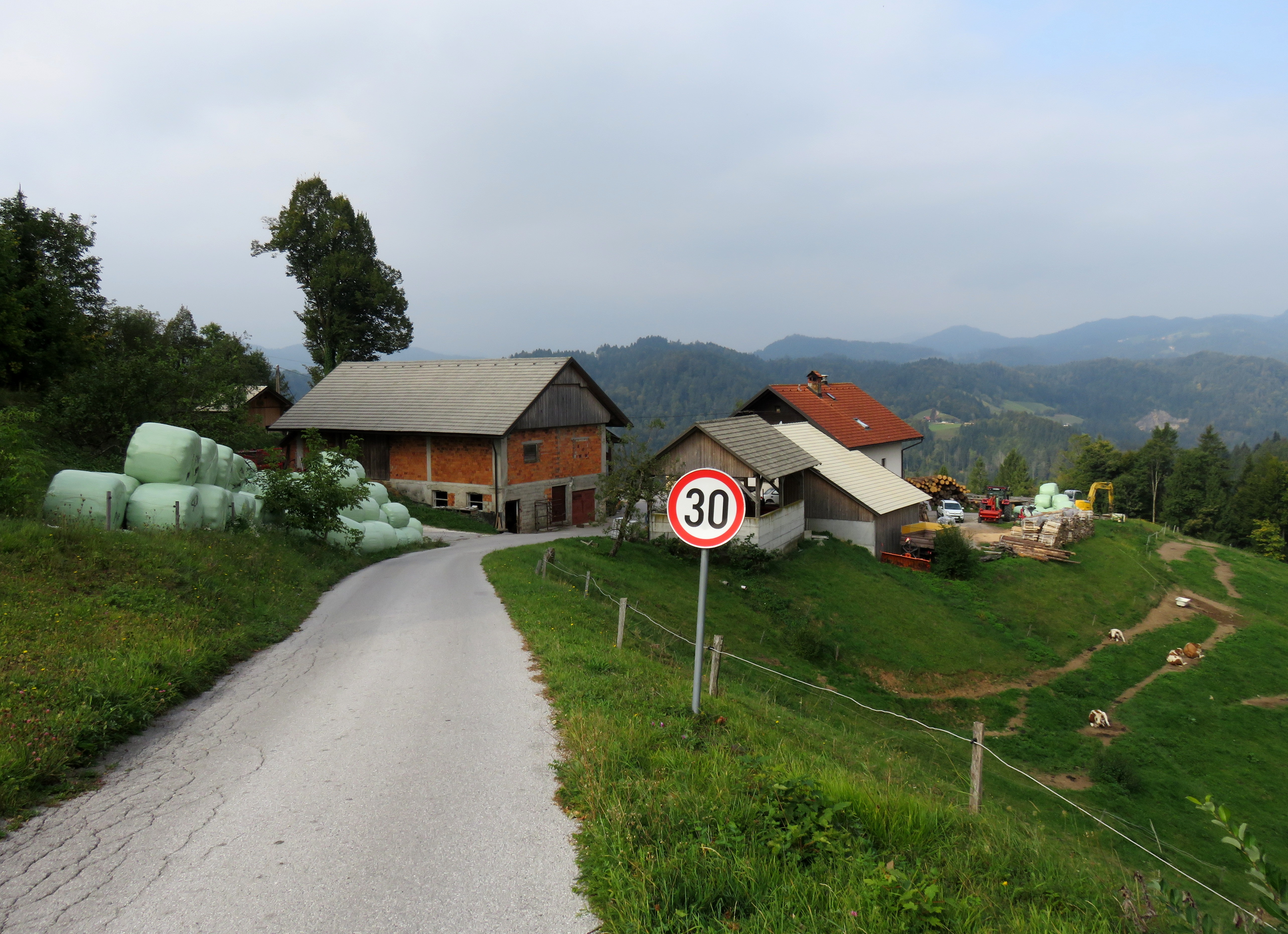
Dorpsaanzicht